# Augusztus 6.
Augusztus 6. az év 218. (szökőévben 219.) napja a Gergely-naptár szerint. Az évből még 147 nap van hátra.
Névnapok: Berta, Bettina + Csobán, Csobánka, Csobilla, Décse, Gécsa, Géza, Oktáv, Oktávia, Oktávián, Pasztorella, Szixtin, Szixtina, Szixtusz, Ulrika

## Események
- 1456 – Krisztus színeváltozása ünnepét III. Kallixtusz pápa rendelte el hálából erre a napra a nándorfehérvári diadalért, mert ezen a napon érkezett meg a hír a Vatikánba.
- 1523 – Tomori Pál pürrhoszi győzelmet arat a törökön augusztus 6-ról 7-re a szávaszentdemeteri csatában.
- 1566 – Az I. Szulejmán oszmán szultán vezette török haderő megkezdte Szigetvár ostromát.
- 1806 – I. Napóleon francia császár követelésére I. Ferenc osztrák császár lemond német-római császári címéről (e minőségében II. Ferenc nevet viselte). Ezzel formailag is megszűnik a Német-római Birodalom.
- 1825 – Bolívia elszakad Perutól, és kikiáltja függetlenségét.
- 1840 – Louis Bonaparte (a későbbi III. Napóleon császár) második puccskísérlete.
- 1883 – A Egyesült Stellalandi Államok létrejötte Goosen és Stellaland búr államok egyesüléséből.
- 1893 – I. György görög király és Olga királyné felavatta a korinthoszi földszorost átmetsző, Gerster Béla által tervezett csatornát (Korinthoszi-csatorna).
- 1902 – José Plácido de Castro áll az acrei függetlenségi harc élére (lásd még: Acrei Köztársaság)
- 1914 – Ausztria-Magyarország hadat üzen Oroszországnak, Szerbia pedig Németországnak.
- 1919 – Hat napi működés után lemond a Magyarországi Tanácsköztársaság bukása után megalakult Peidl-kormány.
- 1934 – Bartók Béla elkezd dolgozni az V. vonósnégyesen.
- 1945 – Az amerikaiak atombombát dobnak Hirosimára.
- 1961 – A második, szovjet ember által végrehajtott űrrepülés a Vosztok–2 űrhajóval, German Tyitovval a fedélzetén.
- 1961 – A Malév HA-TSA számú, Li–2 típusú utasszállító repülőgépe sétarepülés közben Zuglóban, a Limanova térre zuhan. Mind a húsz utas és a négyfőnyi személyzet életét veszti. Archiválva 2022. április 7-i dátummal a Wayback Machine-ben
- 1964 – megjelenik VI. Pál pápa első, Ecclesiam suam kezdetű enciklikája, amelyben a katolikus egyházfő kifejezte készségét a nem katolikus kereszténységgel való párbeszédre.
- 1966 – Átadták Portugáliában, Lisszabonban a Tajo folyót átívelő, több mint két kilométer hosszú Április 25. hidat.
- 2007 – Két Szu–25-ös típusú harci gép orosz felségjelzéssel behatol Grúzia légterébe, és rakétatámadást hajt végre egy nagy teljesítményű radarállomás ellen Gori városa körzetében.
- 2008 – Mauritániában a Mohamed Ould Abdel Aziz vezette katonai hunta puccsal megdönti Sidi Ould Cheikh Abdallahi államelnök hatalmát.
- 2014 – Bulgáriában hivatalba lép a Bliznaski-kormány

## Sportesemények
Formula–1
- 1961 –  német nagydíj, Nürburgring – Győztes: Stirling Moss (Lotus Climax)
- 1967 –  német nagydíj, Nürburgring – Győztes: Denny Hulme (Brabham Repco)
- 2006 –  magyar nagydíj, Hungaroring – Győztes: Jenson Button (Honda)

## Születések
- 1638 – Nicolas Malebranche francia filozófus, matematikus († 1715)
- 1644 – Louise de la Vallière, XIV. Lajos francia király szeretője († 1710)
- 1667 – Johann Bernoulli svájci matematikus († 1748)
- 1818 – Marschalkó János szobrász († 1877)
- 1832 – Dunkl Nepomuk János osztrák származású magyar zongoraművész, zeneműkiadó († 1910)
- 1843 – Heller Ágost magyar tudománytörténész, az MTA tagja († 1902)
- 1868 – Paul Claudel francia író, költő, drámaíró, diplomata († 1955)
- 1868 – Ács Lipót festő, keramikus, etnográfus († 1945)
- 1875 – Gedeon Alajos író, pedagógus († 1926)
- 1881 – Sir Alexander Fleming, Nobel-díjas skót orvos, bakteriológus, a penicillin felfedezője († 1955)
- 1890 – Georgij Leonyidovics Pjatakov bolsevik forradalmár, államférfi († 1937)
- 1892 – Kazimiera Iłłakowiczówna lengyel költő, író, dramaturg, műfordító († 1983)
- 1906 – Sebők Imre magyar festő, grafikus, képregényrajzoló († 1980)
- 1907 – Heller László Kossuth-díjas gépészmérnök, egyetemi tanár, az MTA tagja († 1980)
- 1908 – Vajda Lajos festőművész († 1941)
- 1916 – Dom Mintoff máltai politikus, egykori miniszterelnök († 2012)
- 1917 – Robert Mitchum (Robert Charles Durman Mitchum), amerikai színész († 1997)
- 1918 – Ambrózi Jenő súlyemelő, edző († 1985)
- 1926 – Rózsás János nyugalmazott könyvelő, német–orosz műszaki tolmács, író, „a magyar Szolzsenyicin” († 2012)
- 1926 – Szerencsi Hugó magyar színész († 2002)
- 1927 – Ezio Marano, olasz színész († 1991)
- 1928 – Andy Warhol lemkó–magyar származású amerikai képzőművész, festő és avantgarde filmkészítő († 1987)
- 1937 – Charlie Haden amerikai dzsessznagybőgős és zeneszerző († 2014)
- 1943 – Mátyás B. Ferenc magyar író, költő († 2024)
- 1943 – Schulek Ágoston háromszoros magyar bajnok rúdugró, edző, a Magyar Atlétikai Szövetség elnöke († 2011)
- 1951 – Catherine Hicks amerikai színésznő
- 1952 – Balázs Klári magyar énekesnő
- 1952 – Marlokné Cservenyi Magdolna magyarországi német származású pedagógus, nemzetiségi politikus
- 1959 – Reece Dinsdale angol színész
- 1962 – Michelle Yeoh Oscar- Golden Globe-díjas kínai származású malajziai színésznő és táncosnő
- 1969 – Tóth Loon magyar színész († 2018)
- 1972 – Geri Halliwell (Geraldine Estelle Halliwell) angol énekesnő
- 1972 – Tóth Anita magyar színésznő
- 1973 – Vera Farmiga amerikai színésznő
- 1973 – Asia Carrera (sz. Jessica Andrea Steinhauser) amerikai pornó színésznő
- 1974 – Pap Lívia magyar színésznő
- 1976 – Zoila Barros kubai röplabdázó
- 1976 – Serbán Attila magyar színész, énekes, táncos
- 1980 – Horváth András magyar labdarúgó
- 1981 – Póth Diána magyar műkorcsolyázó
- 1981 – José Ron mexikói színész
- 1981 – Vitantonio Liuzzi olasz autóversenyző
- 1982 – Kevin Van der Perren belga műkorcsolyázó, európa-bajnoki bronzérmes 2007-ben
- 1983 – Robin van Persie holland labdarúgó
- 1985 – Garrett Weber-Gale amerikai úszó
- 1985 – Rudolf Roland magyar úszó
- 1990 – Sarah McBride amerikai aktivista és politikus

## Halálozások
- 0258 – II. Szixtusz pápa (* 215 körül)
- 0523 – Hormiszdasz pápa (* 475 körül)
- 1162 – IV. Rajmund Berengár barcelonai gróf (* 1113)
- 1195 – III. Henrik szász herceg (* 1129)
- 1221 – Guzmán Szent Domonkos, a Domonkos-rend megalapítója (* 1170 körül)
- 1272 – V. István magyar király (* 1239 körül)
- 1384 – I. Ferenc leszboszi uralkodó (* ?)
- 1412 – Durazzói Margit nápolyi, magyar és horvát királyné, a Nápolyi Királyság régense, III. Károly nápolyi és magyar király felesége (* 1347)
- 1458 – III. Callixtusz pápa, eredeti nevén Alfonso de'Borja/Borgia (* 1378)
- 1553 – Girolamo Fracastoro olasz fizikus (* 1478)
- 1757 – Mányoki Ádám magyar festőművész (* 1673)
- 1911 – Florentino Ameghino, argentin őslénykutató, antropológus, zoológus és természettörténész (* 1853)
- 1930 – Joseph Achille Le Bel francia kémikus (* 1847)
- 1967 – Áprily Lajos magyar költő, műfordító (* 1887)
- 1969 – Theodor W. Adorno német filozófus, szociológus, esztéta, zeneszerző (* 1881)
- 1973 – Fulgencio Batista kubai tábornok, elnök, diktátor (* 1901)
- 1978 – VI. Pál pápa, eredeti nevén: Giovanni Battista Montini (* 1897)
- 1983 – Klaus Nomi német kontratenor énekes (*1944)
- 1986 – Tabódy Klára magyar színésznő (* 1915)
- 1993 – Káldi Nóra Jászai Mari-díjas színésznő (* 1943)
- 1996 – Emilio Zapico spanyol autóversenyző (* 1944)
- 1997 – Herczeg Klára szobrász, érem- és porcelánművész (* 1906)
- 1998 – André Weil francia matematikus, a Bourbaki-csoport alapító tagja (* 1906)
- 2001 – Jorge Amado, a 20. század legnépszerűbb brazil írója (* 1912)
- 2001 – Wilhelm Mohnke SS-vezérőrnagy, a berlini csatában a Birodalmi Kancellária védőinek parancsnoka (* 1911)
- 2007 – Heinz Barth SS-alhadnagy, német háborús bűnös (az „oradouri gyilkos”) (* 1920)
- 2007 – Atle Selberg norvég születésű amerikai matematikus (* 1917)
- 2007 – Daczi Zsolt magyar gitáros, többek között a Bikini együttes tagja (* 1969)
- 2009 – Stefán Mihály kohómérnök, az MTA tagja (* 1932)
- 2012 – Ruggiero Ricci amerikai olasz hegedűművész, Paganini műveinek ihletett tolmácsolója (* 1918)
- 2014 – Bajor Imre magyar színész, humorista (* 1957)
- 2016 – Laux József magyar rock- és jazzdobos, az Omega és az LGT tagja (* 1943)
- 2020 – Gittai István erdélyi magyar költő (* 1946)

## Nemzeti ünnepek, emléknapok, világnapok
- A nukleáris fegyverek betiltásáért folyó harc világnapja (1978 óta).
- Bolívia függetlenségének ünnepe (1825 óta).
- Jamaica: a függetlenség napja